# Daisy Rittershaus
Daisy Rittershaus (* 16. November 1901 in Rheydt; † 11. Januar 1987 in Konstanz) war eine deutsche Schriftstellerin, Künstlerin und Graphikerin.

## Leben
Daisy Rittershaus wurde am 16. November 1901 in Rheydt, heute ein Stadtteil von Mönchengladbach, geboren. Nach der Scheidung ihrer Eltern 1913 wuchs sie in Pensionaten bzw. bei ihrer Mutter in Berlin auf. Kurzzeitig nahm sie Unterricht bei dem Maler Max Kaus und dem Graphikdesigner Max Hertwig.
Seit 1919 übte sie verschiedene Tätigkeiten aus, sie war als Verkäuferin, Batikerin, Modell und Designerin tätig. 1928 begann sie als Masseurin in der Praxis von Christina Wolff, mit der sie eine Beziehung einging. 1932 trennten sich die beiden, ein Jahr später musste Wolff aufgrund ihres jüdischen Hintergrundes Deutschland verlassen. 1933 beendete Rittershaus ihre Ausbildung mit dem Staatsexamen als Masseurin und orthopädische Gymnastin und eröffnete ein eigenes gymnastisches Institut, das 1943 durch einen Bombenangriff zerstört wurde. Rittershaus flüchtete zu der Familie Graf Douglas nach Schloss Langenstein, 1944 übersiedelte sie nach Meersburg am Bodensee.
Nach dem Krieg war sie am Aufbau das Jugendbildungswerks in Freiburg beteiligt, wo sie als Kunsterzieherin arbeitete. Gleichzeitig ging sie ihrer eigenen künstlerischen Tätigkeit nach. 1949 erhielt sie die Zulassung, als Masseurin in Konstanz zu arbeiten. 1951 heiratete sie den Maler und Graphiker Friedrich Arthur Wittig; die Ehe wurde 1955 geschieden. 1966 unternahm sie eine Mexiko-Reise, die sie später literarisch verarbeitete. Nach einer erfolgreichen Ausstellung in Fontainebleau, einer Partnerstadt der Stadt Konstanz, zog sie 1967 dorthin. 1971 kehrte sie nach Konstanz zurück, wo sie bis zu ihrem Tod vor allem als Schriftstellerin tätig war.
Daisy Rittershaus starb am 11. Januar 1987 im Alter von 85 Jahren. Vor ihrem Tod arbeitete sie intensiv an ihrer Autobiographie, die jedoch weder vollendet noch veröffentlicht wurde.

## Künstlerisches Schaffen
Rittershaus war als bildende Künstlerin und Schriftstellerin tätig.
Ihr bildnerisches Werk besteht vor allem aus Zeichnungen und Linoldrucken. Dabei spielte sie mit einer linearen Formvereinfachung, die eine Abstrahierung der Motivik bewirkt. Ihre Kunst wurde in Frankreich als „semi-abstrait“ oder „semi-figuratif“ bezeichnet. Zu Rittershaus’ bevorzugten Sujets zählten Tiere, die sie in Zoos beobachtete, daneben Porträts und Liebespaare.
Seit den 1970er-Jahren war Rittershaus vor allem als Schriftstellerin tätig. Bevorzugt verfasste sie Gedichte, die unterschiedlichste Themen des alltäglichen oder zwischenmenschlichen Lebens behandeln. Zum Teil spiegeln die Themen ihr rastloses Leben. Nach ihrer Mexiko-Reise verfasste sie das 1982 veröffentlichte Buch Der Gott Federschlange und sein Reich – Zur Symbolsprache Altmexikos, ihren erfolgreichsten Titel.

## Ausstellungen, Rezeption
Insgesamt bestritt Rittershaus 30 Einzelausstellungen. 1942 hatte sie ihre erste Ausstellung, zwischen 1942 und 1967 stellte sie mehrfach in Deutschland und Frankreich aus. Nach ihrer erfolgreichen Schau 1967 in Fontainebleau erhielt sie Einladungen zu Ausstellungsbeteiligungen und Einzelausstellungen in verschiedenen Städten Frankreichs, in Brüssel, Monaco und Andorra. Ab 1945 zeigte sie ihr Werk auch in Konstanz.
Heute ist Daisy Rittershaus weitgehend in Vergessenheit geraten; ihre Werke befinden sich in Privatbesitz, in der Städtischen Wessenberg-Galerie Konstanz sowie im Museum Schloss Rheydt.

## Nachlass
Der größte Teil von Rittershaus’ Nachlass gelangte im Sommer 1993 in das Stadtarchiv Mönchengladbach.

## Werke (Auswahl)
- o. T. (Hühner), (ohne Jahr), Linolschnitt, 29,5 × 41,4 cm; Städtische Wessenberg-Galerie, Depositum Kunstverein Konstanz.
- Amour, 1969, Linolschnitt, 44,5 × 32,5 cm, Städtische Wessenberg-Galerie, Konstanz.
- Drei ruhende Kuhantilopen, 1962, Radierung, 33 × 40 cm, Städtische Wessenberg-Galerie, Konstanz.
- o. T. (Schlafender junger Löwe), ohne Jahr, Linolschnitt, 17,8 × 27,5 cm, Städtische Wesenberg-Galerie, Konstanz.
- o. T. (Weiblicher Kopf), ohne Jahr, Linolschnitt, 29,8 × 21,3 cm, Städtische Wessenberg-Galerie, Depositum Kunstverein Konstanz.